# William Gorham Rice
William Gorham Rice (* 23. Dezember 1856 in Albany; † 10. September 1945 in  Guilderland) war ein amerikanischer Staats- und Bundesbeamter aus Albany, New York und ein Bürgeraktivist, der sich für die Reform des öffentlichen Dienstes einsetzte. Er beschäftigte sich intensiv mit dem Thema Carillons, also spielbaren großen Glockenspielen in Rathäusern oder Kirchtürmen. Auf diese Weise entwickelte er sich zum seriösen Musikschriftsteller in diesem Bereich.
Rice schrieb unter anderem folgende Werke:
- Carillon Music and Singing Towers of the Old World and the New (London, 1926)
- Beiaarden in de Nederlanden (Amsterdam, 1927)
- Tower Music of Belgium and Holland (1915)